# 也門航空
也門航空（阿拉伯語：اليمنية）是一間位於也門的國家航空公司，航空公司的基地在薩那，服務國內航線及國際航線近30條：非洲、中東、歐洲及亞洲。樞紐機場為薩那國際機場和亞丁國際機場。也門航空是阿拉伯航空運輸組織中的一間航空公司。

## 歷史
也门航空公司（Yemen Airlines）成立於1961年8月4日，於1962年開始提供服務，於1972年經過重組，改名為Yemen Airways。之後國有化，於1978年7月1日再改名為現時的Yemenia。

## 航點
主題目：也門航空目的地

## 機隊

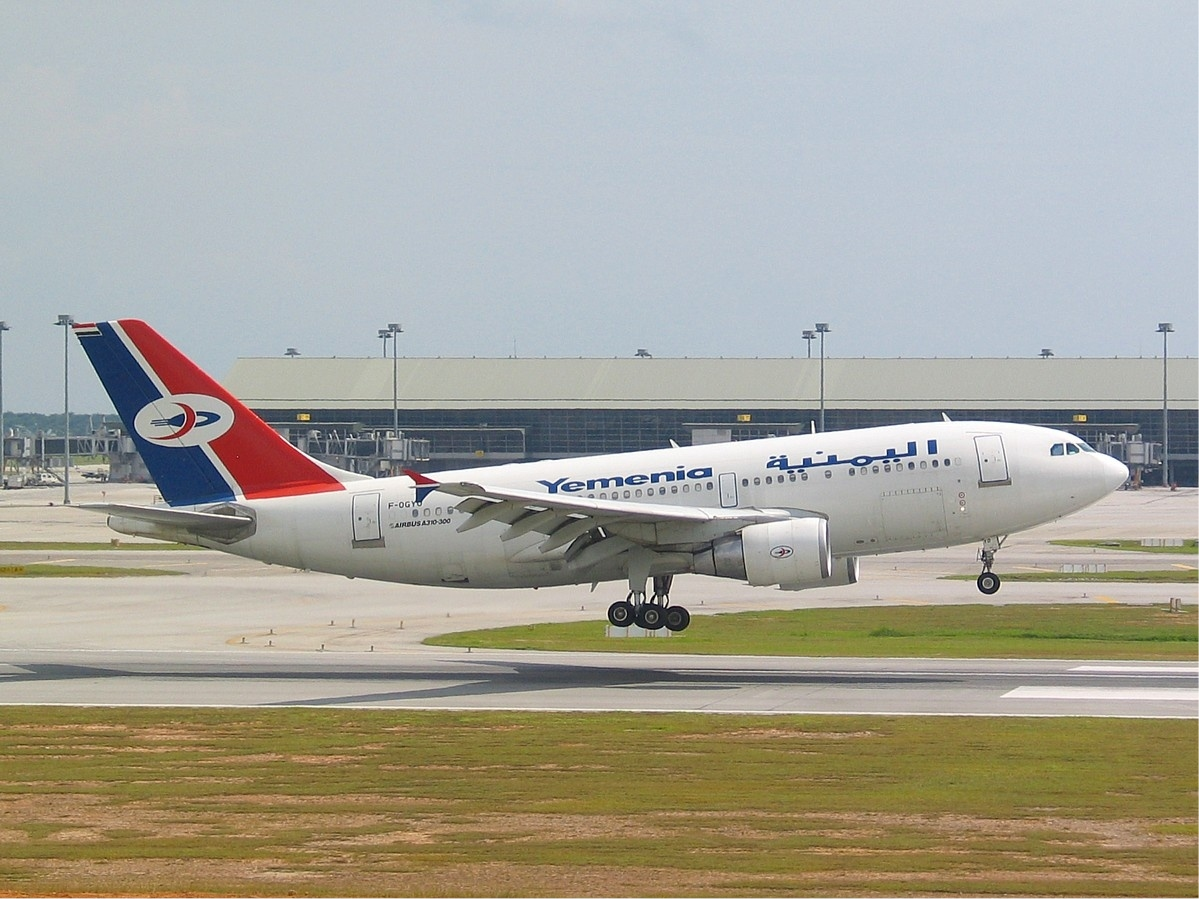
也門航空一架A310客機正著陸於吉隆坡國際機場（2004年）

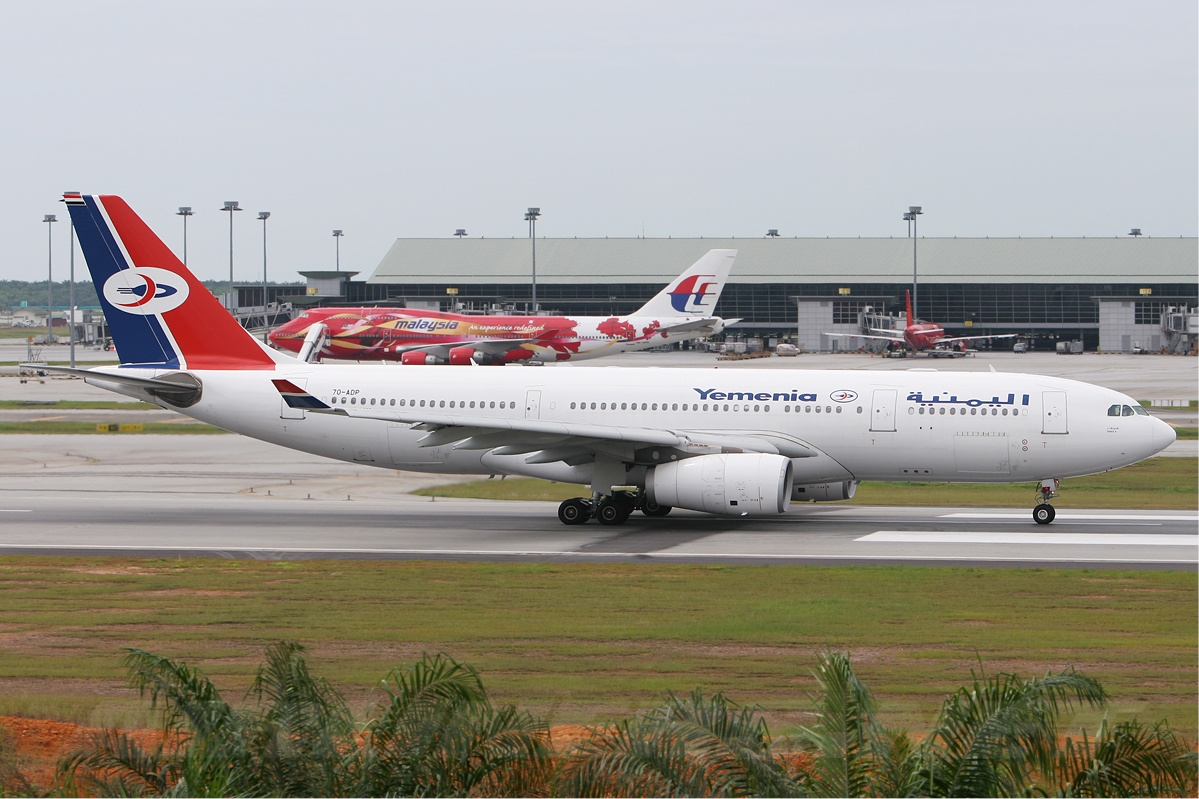
也門航空一架A330-200客機正著陸於吉隆坡國際機場（2007年）

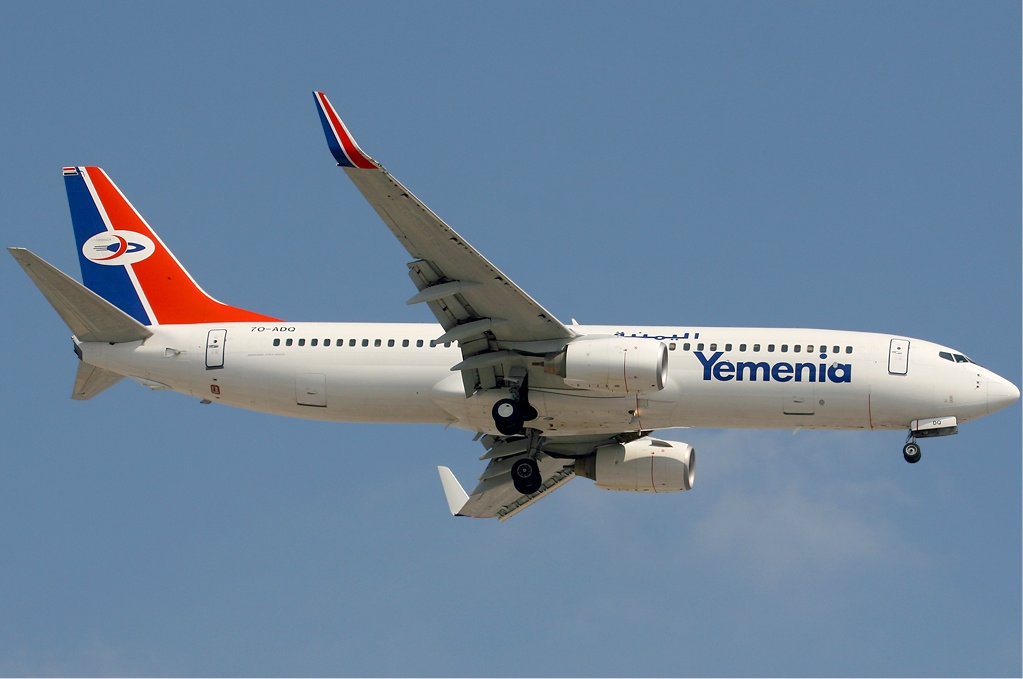
也門航空一架波音737-800客機正著陸於杜拜國際機場（2009年）

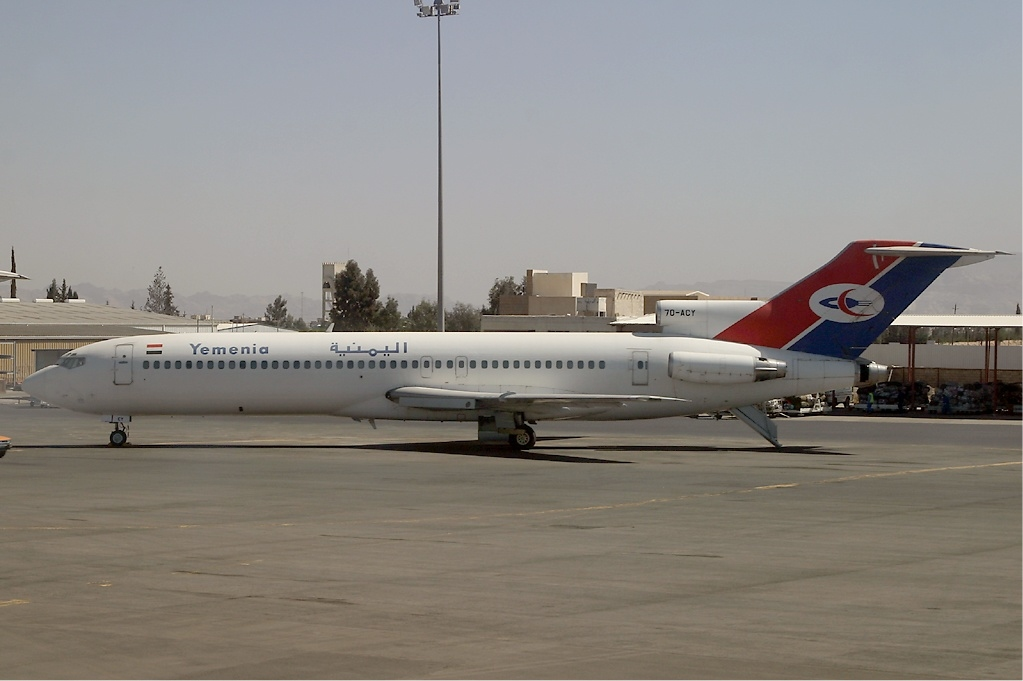
已退役的波音727-200存放於薩那國際機場（2005年）

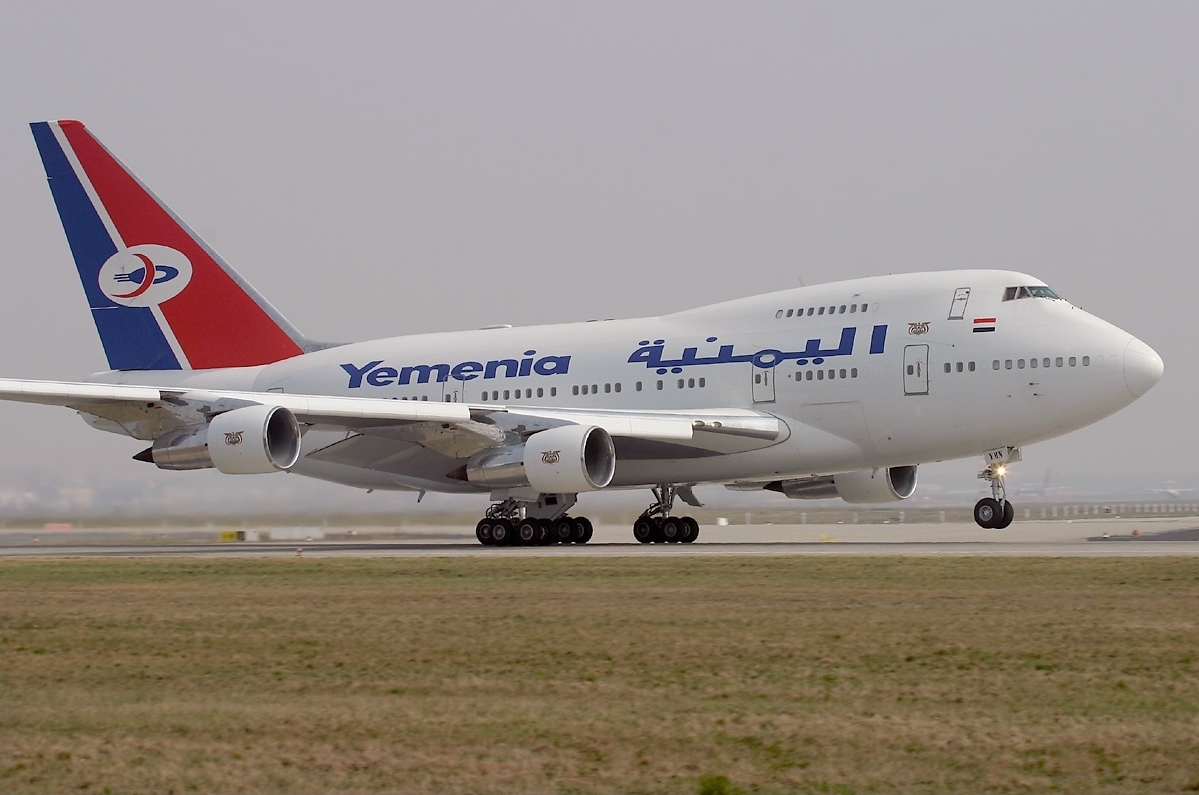
也門政府專機（波音747SP）正從法蘭克福機場起飛（2004年）

截至2025年5月，也門航空客機機隊平齡機齡14.2年，擁有以下飛機：

## 事故
- 2000年6月26日，也门航空的一架波音737-200（飞机注册编号为7O-ACQ）在苏丹喀土穆国际机场着陆时偏出跑道，无人员伤亡。[6][7]
- 2001年1月21日，也门航空的一架波音727-200（航班号为也門航空448號班機空難）被劫持到吉布提国际机场，无人员伤亡。[6][8]
- 2001年8月1日，也门航空的一架波音727-200（飞机注册编号为7O-ACW）在厄立特里亚阿斯马拉国际机场着陆时偏出跑道，无人员伤亡，飞机报废。[6][9]
- 2009年6月30日，从也门亚丁国际机场起飞飞往科摩罗莫罗尼赛义德·易卜拉欣王子国际机场的也门航空626号班机，坠毁于科摩罗群岛附近，机上载有153人。

## 備註
1. ↑  .   [2011-12-06]. （原始内容存档于2017-11-01）. （页面存档备份，存于）
2. ↑  .   [2011-12-06]. （原始内容存档于2019-01-03）. （页面存档备份，存于）
3. ↑  .   [2011-12-06]. （原始内容存档于2005-06-29）. （页面存档备份，存于）
4. ↑  .   [2011-12-06]. （原始内容存档于2019-01-03）. （页面存档备份，存于）
5. ↑  .   [2011-12-06]. （原始内容存档于2012-04-26）. （页面存档备份，存于）
6. 1 2 3  .   [2009-07-01]. （原始内容存档于2011-10-16）. （页面存档备份，存于）
7. ↑  .   [2009-07-01]. （原始内容存档于2011-10-17）. （页面存档备份，存于）
8. ↑  .   [2009-07-01]. （原始内容存档于2011-12-12）. （页面存档备份，存于）
9. ↑  .   [2009-07-01]. （原始内容存档于2011-12-12）. （页面存档备份，存于）

## 外部連結
- 官方網站（英文）
- 也門航空的事故信息（中文）